# Alberto Guglielmone
Alberto Guglielmone (Buenos Aires, 1888 - íd., 1968) fue un militar argentino que se desempeñó como agregado militar en Perú en 1930 y que posteriormente fuera nombrado como interventor federal en la provincia de Córdoba en el año 1944.

## Biografía
Alberto Guglielmone había nacido en el año 1888 en la ciudad de Buenos Aires, capital de la República Argentina.
Llegó al grado de general de brigada, y ocupó cargos de importancia: se desempeñó como agregado militar en Perú en 1930, como comandante de la III y de la IV Región Militar, y como jefe del Grupo de Artillería 3.
En 1944 fue designado interventor federal en la provincia de Córdoba. Asumió el cargo el 10 de febrero. 
El 10 de marzo nombró como ministro de Obras Públicas al ingeniero Eugenio Alcaraz, y el día 15, al doctor Rodolfo Juárez Núñez como ministro de gobierno. 
El doctor Llavallol permaneció en la cartera de Hacienda, a cargo de la cual ya se encontraba. El 31 de marzo, el mayor Raúl Tassi reemplazó a Juárez Núñez; ese mismo día Llavallol elevó su renuncia el 7 de agosto y fue sustituido por el teniente coronel Pedro Mainero.
En julio de 1944, el entonces presidente Edelmiro Farrell, visitó la capital de la provincia. En dicha ocasión se inauguraron las obras de sistematización de la Cañada y los diques Cruz del Eje, La Viña y Nuevo San Roque, siendo la ceremonia realizada en este último. 
El general Guglielmone presentó su renuncia en noviembre de 1944. Tres años después, pasó a retiro.
Falleció en Buenos Aires, en 1968.